# Kolbermoor
Kolbermoor település Németországban, azon belül Bajorországban. Lakosainak száma 19 414 fő (2023. december 31.). Kolbermoor Großkarolinenfeld és Raubling községekkel határos.

## Népesség
A település népessége az elmúlt években az alábbi módon változott:
| Lakosok száma | 2042 | 7778 | 10 792 | 17 942 | 17 844 | 18 187 | 18 371 | 18 483 | 18 662 | 19 414 |
|               | 1875 | 1950 | 1975   | 2010   | 2012   | 2014   | 2016   | 2017   | 2021   | 2023   |